# Eleccions al Parlament Europeu de 1999 (Luxemburg)
Les eleccions al Parlament Europeu de 1999 a Luxemburg van ser les eleccions per a escollir la delegació de Luxemburg al Parlament Europeu, celebrades el 13 de juny de 1999. Van tenir lloc el mateix dia que les legislatives luxemburgueses, en les que s'escollien els membres de la Cambra de Diputats de Luxemburg.

## Resultats
| ← 1994 • 1999 • 2004 →                       |                                                   |                                              |                                              |           |        |     |        |     |
| Partit Nacional                              | Partit Nacional                                   | Partit Europeu                               | Candidat principal                           | Vots      | %      | +/– | Escons | +/– |
|                                              | Partit Popular Social Cristià (CSV)               | PPE                                          | Jean-Claude Juncker                          | 321.021   | 31,67  | 0,2 | 2 / 6  | 0 = |
|                                              | Partit Socialista dels Treballadors (LSAP)        | PSE                                          | Alex Bodry                                   | 239.048   | 23,58  | 1,2 | 2 / 6  | 0 = |
|                                              | Partit Democràtic (DP)                            | ALDE                                         | Charles Goerens                              | 207.379   | 20,46  | 1,7 | 1 / 6  | 0 = |
|                                              | Els Verds (DG)                                    | EGP                                          | Camille Gira                                 | 108.514   | 10,70  | 0,2 | 1 / 6  | 0 = |
|                                              | Partit Reformista d'Alternativa Democràtica (ADR) | Cap                                          | Gaston Gibéryen                              | 91.118    | 8,99   | 2,1 | 0 / 6  | 0 = |
|                                              | L'Esquerra (DL)                                   | Cap                                          | Aly Bisdorff                                 | 28.130    | 2,77   | nou | 0 / 6  | 0 = |
|                                              | Aliança Verda i Liberal (GAL)                     | Cap                                          | Jup Weber                                    | 18.573    | 1,83   | nou | 0 / 6  | 0 = |
| Vots vàlids                                  | Vots vàlids                                       | Vots vàlids                                  | Vots vàlids                                  | 1,013,783 | —      |     |        |     |
| Butlletes vàlides                            | Butlletes vàlides                                 | Butlletes vàlides                            | Butlletes vàlides                            | 184.838   | 91,33  |     |        |     |
| Vots en blanc i invàlids                     | Vots en blanc i invàlids                          | Vots en blanc i invàlids                     | Vots en blanc i invàlids                     | 17.546    | 8,67   |     |        |     |
| Totals                                       | Totals                                            | Totals                                       | Totals                                       | 202.384   | 100,00 | —   | 6 / 6  | 0 = |
| Electorat (votants) i participació electoral | Electorat (votants) i participació electoral      | Electorat (votants) i participació electoral | Electorat (votants) i participació electoral | 233.602   | 86,64  |     |        |     |
| Font: Centre d'Étude de la Vie Politique     |                                                   |                                              |                                              |           |        |     |        |     |